# Corvol-l'Orgueilleux
Corvol-l'Orgueilleux is een gemeente in het Franse departement Nièvre (regio Bourgogne-Franche-Comté) en telt 753 inwoners (2009). De plaats maakt deel uit van het arrondissement Clamecy.

## Geografie
De oppervlakte van Corvol-l'Orgueilleux bedraagt 29,8 km², de bevolkingsdichtheid is 24,9 inwoners per km².
De onderstaande kaart toont de ligging van Corvol-l'Orgueilleux met de belangrijkste infrastructuur en aangrenzende gemeenten.

## Demografie
Onderstaande figuur toont het verloop van het inwonertal (bron: INSEE-tellingen).